# Вечернекутская районная организация РСДРП(б)
Вечернекутская районная организация РСДРП(б) — одна из двух районных партийных организаций большевиков на Криворожье.

## История
Образовалась в сентябре 1917 года путём объединения партийных организаций Вечернего Кута, Дубовой Балки, Вёселых Тернов, Ростковского и других рудников, образованных весной и летом 1917 года. Организация вела революционную работу среди горняков северной части Кривбасса.
В октябре 1917 года насчитывала 700 человек. Организационно была связана с Екатеринославским комитетом и ЦК РСДРП(б). В январе 1918 года совместно с Криворожской районной организацией РСДРП(б) провела Криворожское вооружённое восстание.
В конце января 1918 года вошла в состав Криворожской организации РСДРП(б).

## Характеристика
В состав райкома входили: глава С. С. Тынок, секретарь А. А. Смукаус, В. Б. Приймак, К. М. Подзоров и другие. 